# سامي بن غربية
سامي بن غربية هو ناشط ومدّون تونسي كان لاجئاً بهولندا وعاد لتونس بعد هروب بن علي. مؤسس مشروع دفاع الأصوات العالمية وأحد مؤسسي موقع نواة.

## وصلات خارجية
- الموقع الرسمي
- نواة
- سامي بن غربية: هل أن الرقابة و القمع تقتل المحتوى على الوب؟ على يوتيوب(فيديو)، ريبابليكا 2010، 23 أبريل 2010
- هل أن الإعلام الاجتماعي يقود الإصلاح في العالم العربي؟ على يوتيوب، ريز خان، 21 يناير 2011
- بن غربية في غزة وافاق للتدوين على يوتيوب(فيديو)، الجزيرة توك، 22 يناير 2010
- تحدي الصحافة التقليدية، شبكة الصحافة العربية، 12 مايو 2008